# Нанна Бриндис Хильмарсдоуттир
Нанна́ Бриндис Хильмарсдоуттир (исл. Nanna Bryndís Hilmarsdóttir; род. 6 мая 1989) — исландская вокалистка. Вместе с Рагнаром «Рагги» Тоурхадльссоном является ведущей вокалисткой исландской инди-фолк-группы «Of Monsters and Men». В настоящее время Нанна проживает в Рейкьявике, Исландия.

## Биография
Нанна выросла в Гардюре, городке на юго-западе Исландии. В молодости Нанна училась в музыкальной школе. До образования «Of Monsters and Men» у Нанны был сольный музыкальный проект под названием Songbird, при этом одновременно она работала продавцом в магазине видео.

## Of Monsters and Men
Приняв решение о расширении группы Songbird, Нанна набрала пятерых музыкантов (Рагнар Тоурхадльссон, Бриняр Лейфссон, Аннар Роузенкранц Хильмарссон, Кристьяун Пауль Кристьяунссон и Анни Гудйоунссон), которые и стали группой «Of Monsters and Men» в 2010 году. После всего лишь недели репетиций они выиграли ежегодный музыкальный конкурс «Músíktilraunir».
Они выпустили три сингла под названием «Little Talks», «Mountain Sound» и «King and Lionheart» и видеоклипы для каждого из них. Видео получили несколько миллионов просмотров на YouTube, причём большая часть приходится на «Little Talks».

## Влияния
Нанна упоминала некоторых из своих любимых музыкантов/вдохновителей, среди которых «Gayngs», Лианн Ла Хавас, Лесли Файст и Джастин Вернон из альт-фолк-группы «Bon Iver». Она сказала, что она бы с удовольствием сотрудничала с «Iver».

## Избранная фильмография
| Год  |   | Русское название | Оригинальное название | Роль        |
| ---- | - | ---------------- | --------------------- | ----------- |
| 2016 | с | Игра престолов   | Game of Thrones       | музыкант №1 |